# Joan Antoni Cuadrado i Diago
Joan Antoni Cuadrado i Diago (Barcelona, 1922 - 1992) fou un militant comunista i antifranquista català. Fill d'un descarregador del port de Barcelona membre de la guàrdia personal de Joan Comorera, en esclatar la guerra civil espanyola es va afiliar a les Joventuts Socialistes Unificades de Catalunya i lluità en la Columna Jaume Graells l'octubre de 1938. El 2 de febrer fou arrestat a Barcelona i empresonat fins al 1942.
Un cop lliure, es va unir a la guerrilla urbana organitzada pel PSUC. Fou responsable, entre altres accions, d'un atracament a una farmàcia de la Torrassa (l'Hospitalet de Llobregat), però el 1945 fou ferit i capturat en un tiroteig amb la Brigada Político-Social al Paral·lel. Després de ser curat a l'Hospital Clínic de Barcelona, fou jutjat i condemnat a mort amb els seus companys de partit Bonifacio García Menéndez, Antonio Hidalgo Yáñez, Rafael Fernández Luis i José Tamborero Villanueva. La pena els fou commutada per 20 anys de presó després dels protocols signats per Francisco Franco i Juan Domingo Perón, però a ell no li n'informaren fins que fou davant del pelotó d'execució al Camp de la Bota, el 16 de juliol de 1946.
Va complir la pena de presó íntegrament al Penal de Burgos, i va sortir el 1966. Continuà, però, militant al PSUC i el 1974 fou arrestat novament amb 25 militants sota l'acusació d'incitar a la vaga general. El 18 de febrer de 1975 fou un dels fundadors de l'Associació Catalana d'Expresos Polítics.